# Hahnia mauensis
Hahnia mauensis là một loài nhện trong họ Hahniidae.
Loài này thuộc chi Hahnia. Hahnia mauensis được Robert Bosmans miêu tả năm 1986.